# Asphaeridiopus capillatus
Asphaeridiopus capillatus är en mångfotingart som beskrevs av Paul Auguste Remy och Balland 1958. Asphaeridiopus capillatus ingår i släktet Asphaeridiopus och familjen fåfotingar. Inga underarter finns listade i Catalogue of Life.